# Ventos upės slėnis aukščiau Ventos
Ventos upės slėnis aukščiau Ventos este o arie protejată (sit de importanță comunitară — SCI) din Lituania întinsă pe o suprafață de 13 ha, integral pe uscat.

## Localizare
Centrul sitului Ventos upės slėnis aukščiau Ventos este situat la coordonatele 56°10′28″N 22°42′44″E / 56.1744°N 22.7122°E.

## Înființare
Situl Ventos upės slėnis aukščiau Ventos a fost declarat sit de importanță comunitară în septembrie 2008 pentru a proteja un număr necunoscut de specii din flora spontană și fauna sălbatică aflate în arealul zonei.

## Biodiversitate
Situată în ecoregiunea boreală, aria protejată conține 5 habitate naturale: Pajiști uscate seminaturale și facies de acoperire cu tufișuri pe substraturi calcaroase (Festuco-Brometalia) (* situri importante pentru orhidee), Liziere de ierburi înalte hidrofile de câmpie și de nivel montan până la alpin, Pajiști aluvionare boreale nordice, Fânețe de joasă altitudine (Alopecurus pratensis, Sanguisorba officinalis), Păduri pe pante, grohotișuri și ravene de Tilio-Acerion.
La baza desemnării sitului se află un număr nedeclarat de specii protejate.